# ماثيو كينيدي (لاعب دوري الرغبي)
ماثيو كينيدي (بالإنجليزية: Matthew Kennedy)‏ هو لاعب دوري الرغبي أسترالي، ولد في 13 فبراير 1981 في Nambour ‏ في أستراليا.